# Kofiniotis creticus
Kofiniotis creticus is een hooiwagen uit de familie kaphooiwagens (Trogulidae).